# 伊魯康吉水母

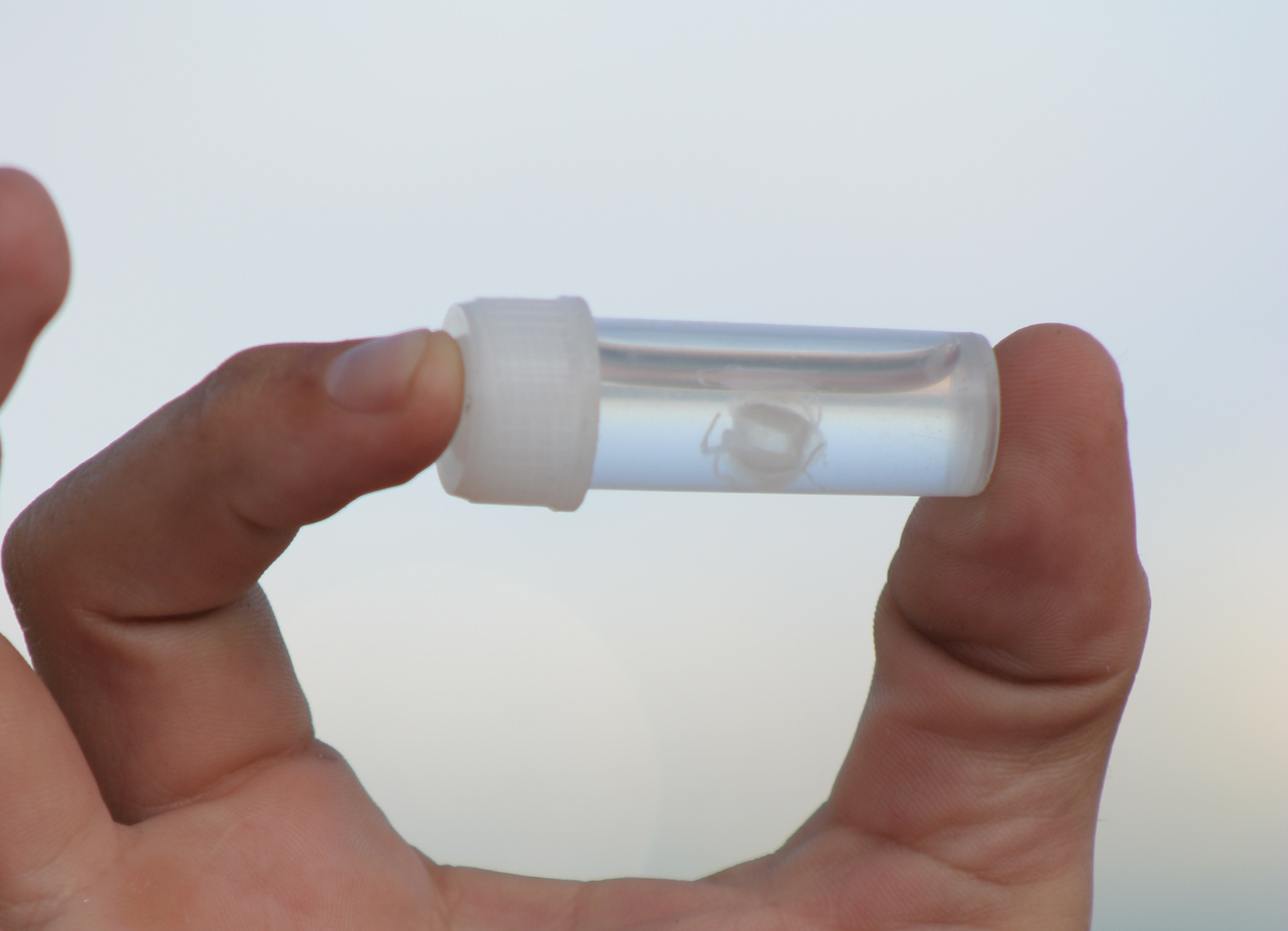
Malo kingi in a clear plastic vial.

伊魯康吉水母（Irukandji jellyfish），是一類具有致命毒性的立方水母。牠們是世界上體型最小，毒性最強的水母之一，體型約只有1 cm3。主要棲息在澳洲周遭海域。牠們能夠用刺絲胞把毒液注入受害者體內，並引發特定的症狀，統稱為「伊魯康吉症候群」。
目前伊魯康吉水母共有16個已知的物種，其中Carukia barnesi、Malo kingi、 Malo maximus、Malo filipina 以及 Malo bella都是為人所熟知的種類。
伊魯康吉症候群的症狀最早於1952年為Hugo Flecker所記錄。伊魯康吉這個名字，是命名自居住於澳洲昆士蘭省凱恩斯北海岸的伊魯康吉人。在1964年，Jack Barnes辨別出第一種伊魯康吉水母，Carukia barnesi；為了證實伊魯康吉症候群的症狀，他便在兒子與救生員的觀察下讓水母螫了自己；最終，他很幸運地只得了普通的小病。澳洲的毒物學家Jamie Seymour曾製作一部關於水母的記錄片，名叫《「母」形殺手》（Killer Jellyfish）。

## 分佈
伊魯康吉水母主要棲息於澳洲的北方海域。生長在較南方海域的族群，則在澳洲的東南沿岸，目前被認為是因氣候變遷而有往南遷移的趨勢。

## 生物學

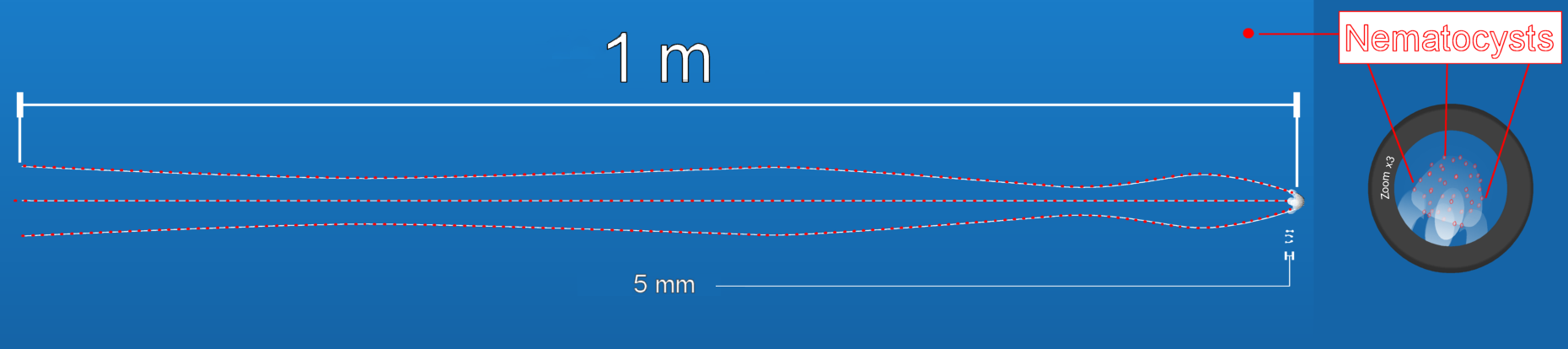
A scale illustration of an Irukandji jellyfish and its tentacles. Below the jelly's medusa bell are two polyp forms of the species.

伊魯康吉水母體型相當嬌小，傘蓋部的寬度大概約5~25毫米，4隻修長的觸手（≤1m）。其中Malo maximus這個種類的4條觸手上具有環狀的組織。本種亦為所有伊魯康吉水母中毒性最強的一種。該種的幼體在發展出環狀組織以及性腺之前，其毒性遠弱於成熟個體。螫針聚集成叢狀，並且以形式如同紅點組成的環，圍繞著傘蓋部以及觸手。
由於伊魯康吉水母體型嬌小，加上體色透明，使得在水中難以發現牠們。有關伊魯康吉水母的生活史及其毒性目前所知甚少，因為牠們身體太小太脆弱，需要經過特殊處理以及容器來容納。伊魯康吉水母毒性甚強，曾於短短三個月內造成5名到澳洲旅遊的觀光客喪命。科學家們猜測，伊魯康及水母的毒液有著能使獵物迅速昏厥的能力，動作迅速的小型魚也不在話下。根據統計，科學家們相信尚有其他種類的水母能引起伊魯康及症候群；截至目前，Carukia barnesi 以及Malo kingi兩個種類已被證實擁有這項能力。

## 螫針(刺絲胞)
不像刺絲胞只長在觸手上的大部分水母，伊魯康吉水母的傘蓋部也長有螫針(刺絲胞)。目前生物學家們尚未找出這個特殊構造的演化目的。有個假說解釋道，有了這樣的特殊構造，水母便有更大的機會抓到牠的獵物。
伊魯康吉水母能夠從牠觸手末端的螫針(刺絲胞)向受害者這入毒液。
受伊魯康吉水母的螫傷會產生嚴重的症狀（伊魯康吉症候群），例如引發致命的腦出血；這個症狀造每年共計50~100個人被送進醫院。受到伊魯康吉水母螫傷1次，比起被眼鏡王蛇攻擊100次，以及受大蘭多蜘蛛攻擊1000次；更能彰顯其毒性的猛烈。

## 伊魯康吉症候群
少量的毒液就能引起伊魯康吉症候群，當毒液注入人體，會引起手腳的肌肉極度痙攣、背痛以及腎痛、皮膚與臉部的灼熱感、頭痛、噁心、嘔吐、心神不寧、出汗、心跳加速、血壓升高，以及厄運將至等心理現象。這個症狀有部分的成因源自於兒茶酚胺的釋放。毒液中也包含了鈉離子通道的調節子。
被螫傷的瞬間並不會產生劇烈的不適，但嚴重的症狀可能會於5~120分鐘後發生。這個些症狀能維持短至幾小時，長至幾星期之久，且病患通常必須住院。多篇研究指出醋能減低水母毒液的毒性，雖然截至目前為止證據依然不足，但澳洲復甦醫學委員會（Australian Resuscitation Council）依然推薦使用醋。
螫傷只能針對症狀進行症狀治療，藉著抗組織胺和抗高血壓藥物來控制發炎反應以及高血壓；靜脈注射嗎啡及芬太尼等鴉片類藥物能舒緩疼痛 。硫酸鎂曾被報導對於伊魯康吉症候群引起的疼痛及高血壓有效，但進一步研究認為其證據力尚不足以支持此一論點。
伊魯康吉水母喜好棲息於海水較溫暖的沿岸地帶，但也曾被發現在離岸5公里處形成水華的現象。若治療得當，單一個刺絲胞正常來說並不足以致命。2002年時，在澳洲北部沿海，有兩個人被認為死於伊魯康吉水母的螫傷；因為這個事件，大大地提昇了大眾對伊魯康吉症候群的認知。不知道有多少死於伊魯康吉症候群的案例被誤認為是其他的死因。除了Carukia barnesi 以及Malo kingi之外，目前其他能引發伊魯康吉症候群的水母種類，仍然是個未知。

## 相關
1. ↑  Gershwin, Lisa-Ann. . Zootaxa. 2007, (1659): 55–68  [2010-07-23]. （原始内容存档于2011-08-15）.
2. ↑  Li, R. . Tox Letters. 2011, 201 (201(3)): 221–9. PMID 21237252. doi:10.1016/j.toxlet.2011.01.003.
3. 1 2 3 4 5 6 7 8  Crew, Becky, "The Smallest and Deadliest Kingslayer in the World," （页面存档备份，存于） October 7, 2013, Scientific American blog, retrieved Nov. 6, 2016
4. ↑  Pearn, J. H. . Melbourne University Press. 1990: 182–184  [2013-10-01]. ISBN 0-522-84717-X. （原始内容存档于2011-05-25）.
5. ↑  Flecker, Hugo. . The Medical Journal of Australia. 1952-07-19, 2 (3): 89–91. ISSN 0025-729X. PMID 14956317.
6. ↑  Barnes, J. . Med J Aust. 1964, 1: 897–904. PMID 14172390.
7. ↑  . Toxicol Lett. Mar 2011, 201 (3): 221–9. PMID 21237252. doi:10.1016/j.toxlet.2011.01.003.
8. ↑  . ABC News (Australia).   [30 December 2016]. （原始内容存档于2020-05-25）.
9. 1 2 3 4  Tibballs, J. . Toxicon. December 2006, 48 (7): 830–59. PMID 16928389. doi:10.1016/j.toxicon.2006.07.020.
10. ↑  . Fox News. The Sun. 3 February 2017  [28 June 2017]. （原始内容存档于2018-02-18）.
11. ↑  Barnes, J. H. . The Medical Journal of Australia. 1964-06-13, 1: 897–904. ISSN 0025-729X. PMID 14172390.
12. ↑  Killer Jellyfish, Oasis
13. ↑  Predicting deadly Australian jellyfish movement （页面存档备份，存于）, Australian Geographic, 13 May 2014
14. ↑  .   [2017-09-30]. （原始内容存档于2018-11-15）.
15. ↑  Carrette, Teresa; Seymour, Jamie.  (PDF). James Cook University.   [2011-10-02]. （原始内容 (PDF)存档于2011-06-08）.
16. ↑  Seymour, Jamie E. . The Medical Journal of Australia. 2017-04-03, 206 (6): 249–250  [2017-09-30]. （原始内容存档于2020-10-24）.
17. ↑  Wilcox, Christie. . Science Sushi. 9 April 2014  [28 June 2017]. （原始内容存档于2017-06-06）.
18. ↑  Greenland, P.; Hutchinson, D.; Park, T. . Nursing and Health Sciences. March 2006, 8 (1): 66–70. PMID 16451431. doi:10.1111/j.1442-2018.2006.00255.x.
19. ↑  Rathbone, John; Franklin, Richard; Gibbs, Clinton; Williams, David. . Emergency Medicine Australasia. 2017-02-01, 29 (1): 9–17  [2017-09-30]. ISSN 1742-6723. doi:10.1111/1742-6723.12694. （原始内容存档于2017-10-01） （英语）.
20. ↑  Fenner, Peter J.; Hacock, John C. . The Medical Journal of Australia. 2002-10-07, 177 (7): 362–3. ISSN 0025-729X. PMID 12358578.
21. ↑  . BBC News. 2003-01-31  [2010-05-05]. （原始内容存档于2009-01-26）.
22. ↑  Lewis, Wendy. . New Holland Publishers. 2007  [2013-10-02]. ISBN 978-1-74110-583-4. （原始内容存档于2013-12-13）.
23. ↑  Seymour, Jamie; Carrette, Teresa. . James Cook University.   [2011-10-02]. （原始内容存档于2008-09-19）.

## 外部連結
- Irukandji Jellyfish, Jellyfish Facts （页面存档备份，存于） （页面存档备份，存于）